# Verovce
Verovce (nemško Werouzach) je naselje v Občini Žrelec v Okraju Celovec-dežela na Koroškem v Avstriji.